# 埃米利奥·德博诺

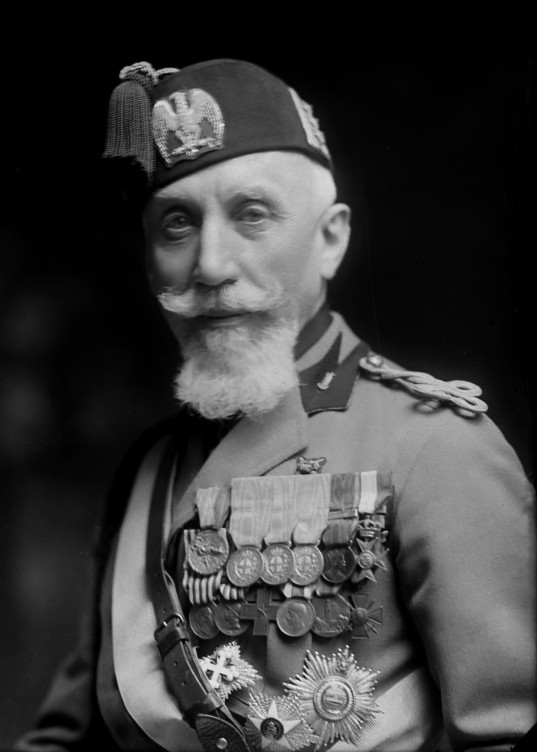
埃米利奥·德博诺

埃米利奥·德博诺（義大利語：Emilio De Bono，1866年3月19日—1944年1月11日），意大利政治家、军人。最终军衔为陆军元帅。他也是法西斯四巨头之一。
出生在意大利北部的卡萨诺达达。后来进入摩德纳陆军大学学习，成为特种步兵营的军官。1912年，曾先后参加过意土战争和第一次世界大战，并在一战中负伤。
一战以后，德博诺成为国家法西斯党的共同创建者之一。1922年米凯莱·比安基、切萨雷·马里亚·德韦基、伊塔洛·巴尔博四人一起发动向罗马进军，使法西斯党成功夺取政权。此后，被墨索里尼任命为警察长和黑衫军领导人，并当选法西斯大委员会的终身委员。他曾参与对意大利社会党议员吉亚科莫·马泰奥蒂的暗杀。1925年至1929年期间担任的黎波里塔尼亚总督，后担任殖民地部长。1935年，他在第二次意大利埃塞俄比亚战争中担任義大利皇家陸軍的总指挥，但不久由于过于谨慎而被佩特罗·巴多格里奥替换。
第二次世界大战爆发以后，德博诺反对意大利同纳粹德国共同作战。在1943年7月25日举行的法西斯大委员会上，他赞成解除墨索里尼的首相职务（格兰迪决议），使得法西斯政权垮台。同年墨索里尼在纳粹德国支持下在意大利北部成立意大利社会共和国，德博诺被逮捕。1944年1月的维罗纳审判上，德博诺与加莱阿佐·齐亚诺等投赞成票的法西斯党干部一起，被认定为犯有叛国罪，在维罗纳一起被枪决。